# کمار والا
کمار والا (به انگلیسی: Kumarwala) یک روستا در پاکستان است که در پنجاب واقع شده‌است.